# Джеси Роджърс
Джеси Роджърс (на английски: Jessie Rogers) е бразилска порнографска актриса.
Родена е на 8 август 1993 г. в град Гояния, щата Гояс, Бразилия. Живее в САЩ от 7-годишна възраст.
Дебютира като актриса в порнографската филмова индустрия едва няколко дни след като навършва 18 години през август 2011 г.
В началото на март 2012 г. увеличава размера на гърдите си чрез поставяне на импланти.

## Награди и номинации
Носителка на награди
- 2013: NightMoves награда за най-добро дупе (избор на феновете).[2][6]

Номинации
- 2012: Номинация за NightMoves награда за най-добра нова звезда.[7]
- 2013: Номинация за AVN награда за най-добра нова звезда.[8]
- 2013: Номинация за XBIZ награда за най-добра нова звезда.[9]
- 2013: Номинация за XRCO награда за Cream Dream.[10]
- 2013: Номинация за NightMoves награда за най-добро дупе.[11]